# Phân tích nguyên nhân gốc rễ
Phân tích nguyên nhân gốc rễ (tiếng Anh: Root cause analysis - RCA), có nơi gọi là Phương pháp Kepner-Tregoe, là một cách hữu hiệu để nhận diện ra các căn nguyên gốc rễ của vấn đề đang tồn tại và đưa ra giải pháp thích hợp cho nó. Phương pháp này được sử dụng khá phổ biến trong quản trị nói chung, lãnh đạo và quản lý sản xuất nói riêng.

## Thành tố của nguyên nhân gốc rễ
- Vật tư
- Máy móc thiết bị
- Môi trường
- Quản lý
- Phương pháp làm việc
- Hệ thống quản lý